# 사약 (영화)
"사약"은 1984년에 개봉한 대한민국의 영화이다.

## 캐스팅
- 김동현 : 이무삼 역
- 강영자 : 설영 역
- 임혁 : 안평대군 역
- 민지환 : 수양대군 역
- 이진영 : 황만호 역
- 백찬기 : 한명회 역
- 신찬일 : 권람 역
- 최성호 : 김종서 역
- 이재학 : 단종 역
- 조성관 : 청허스님 역
- 배기정 : 승규 역
- 문종금 : 양수 역
- 권일수 : 유수 역
- 김영인 : 봉팔 역
- 김이호 : 귀남 역
- 최성관 : 이전 역
- 김상순 : 허담 역
- 김기종 : 황보인 역
- 최준 : 남곤 역
- 이예성 : 조극관 역
- 최재호 : 금부도사 역
- 문종금 : 금부도사 역
- 이백 : 정분 역
- 이경려 : 윤희제 역
- 강경렬 : 민장곤 역
- 신동욱 : 정인지 역
- 최일 : 최항 역
- 이정재 : 이현로 역
- 김영호 : 김평윤 역
- 안진수 : 사관 역
- 김지영 : 이치호 부인 역
- 강영아
- 유경애 : 주모 역
- 강희주 : 아가씨 역
- 양일민 : 성천부사 역
- 김승호 : 상노 역
- 김대현 : 내시 1 역
- 오희찬 : 내시 2 역
- 박예숙 : 상궁 역
- 한국남 : 의금부 형방 역
- 정기성 : 의금부 형방 역
- 윤일주 : 대사헌 역
- 김기범 : 대사간 역
- 박광진 : 대제학 역
- 박병기 : 도승지 역
- 박부양 : 참봉 역